# Bayezid II
Bayezid II (en turco otomano: بايزيد ثانى; Bāyezīd-i sānī) (Didimótico, 3 de diciembre de 1447 — Havsa, 26 de mayo de 1512), también llamado por los cristianos Bayaceto II, gobernó como sultán del Imperio otomano desde 1481 hasta 1512. Durante su reinado, Bayezid II consolidó el Imperio Otomano y frustró una rebelión safávida poco antes de abdicar el trono a su hijo, Selim I. Es más notable por ayudar a evacuar a los judíos sefardíes de España después de la proclamación del Edicto de Granada y su reasentamiento a lo largo del Imperio otomano.

## Biografía

### Primeros años
Bayezid nació en Demotika, en la región de Tracia el 3 de diciembre de 1447, durante el reinado de su abuelo Murad II. Siendo hijo del entonces Şehzade Mehmed, futuro Mehmed II "el Conquistador", y de su concubina de origen albanés llamada Emine Gülbahar Hatun.
A diferencia de su padre y de sus hermanos menores, Bayezid era de carácter pacífico y contemplativo. Con su padre tuvo una relación algo distante, ya que sus hijos preferidos eran los Şehzade (príncipes) Mustafá (muerto en 1474) y Cem. Durante el reinado de Mehmed II, Bayezid contó con el apoyo de la aristocracia turca y de los ulemas, los cuales habían sido desfavorecidos por las restricciones de la política económica del sultán, apoyada por el poderoso partido Devşirme y dedicada por y para sus campañas de conquistas, la cual habían llevado al imperio al borde de la bancarrota. La aristocracia turca abogaba por la elevación al trono del pacífico Bayezid, frente al apoyo que el Devşirme le proporcionó a Cem, con la esperanza que detenga las conquistas y consolide lo que su padre había adquirido. Sin embargo, la alianza entre Bayezid y la aristocracia turca se vio alterada por los acontecimientos que tuvieron lugar durante los últimos cuatro años del reinado de Mehmed II. Este comenzó a darse cuenta del exceso de poder que le había concedido al partido Devşirme y, que, al otorgarle la mayor parte de los frutos de sus conquistas, lo había colocado en una posición de poder similar a la que gozaba la aristocracia turca antes de la conquista de Constantinopla. Para revertir lo que consideró un error, Mehmed empezó a favorecer a la aristocracia misma con el fin de equilibrar ambos grupos. A la muerte del sultán, la aristocracia se beneficiaba de las conquistas y apoyó las pretensiones del príncipe Cem.

### Lucha por el trono
La principal preocupación de Beyazid fue la lucha que mantuvo por el poder con su hermano Cem, quien reclamaba el trono y buscó primero el apoyo militar de los mamelucos de Egipto y, tras ser derrotado por su hermano, el de los Caballeros de la Orden de San Juan en Rodas. Finalmente, los Caballeros hicieron prisionero a Cem, enviándolo al papa Inocencio VIII. Bayezid II pagó a ambos, tanto a los Caballeros Hospitalarios como al papa para mantener prisionero a su hermano. Al mismo tiempo las potencias cristianas usaban la amenaza de liberar a Cem y respaldarle militarmente para disuadir a Bayezid II de atacar las tierras cristianas.
En 1494, Carlos VIII invadió Italia para tomar posesión del reino de Nápoles y anunció una cruzada contra los turcos. Exigió al papa Alejandro VI la entrega de Cem; el papa Alejandro escribió a Bayaceto II advirtiéndole que el monarca francés iba a usar a Cem en su contra, pidiéndole 40.000 ducados y que presionase a los venecianos para que atacasen a los franceses. La respuesta de Bayaceto fue que era más sencillo matar a Cem y a cambio, cuando Bayaceto recibiese el cuerpo, el Papa Alejandro recibiría 300.000 ducados "con los que comprar posesiones para vuestros hijos". Las cartas fueron interceptadas por los franceses y estalló el escándalo. Cuando Roma cayó sin lucha el 31 de diciembre de 1494, Alejandro tuvo que aceptar. El ejército francés salió de Roma rumbo a Nápoles el 28 de enero de 1495. El príncipe murió en Nápoles el 24 de febrero. Se ha sugerido que pudo fallecer por una neumonía.[cita requerida] pero su muerte fue muy oportuna para Bayaceto II. John Burchard, maestro de ceremonias de la corte papal, dice en su diario que el príncipe Cem falleció "de algo que comió a pesar suyo".

### Reinado
Bayezid II subió al trono otomano en 1481 con el apoyo clave del cada vez más poderoso partido Devşirme y sus fuerzas militares (en las que se destacaba la infantería jenízara), el cual controlaba la capital. La antigua aristocracia turca, en cambio, apoyó las pretensiones al trono de Cem. Finalmente el sultán se reconcilió con la aristocracia y logró vencer a su díscolo hermano. Como su padre, Bayezid fue un mecenas de la cultura occidental y oriental y, a diferencia de muchos otros sultanes, puso todo su empeño en asegurar una organización sin obstáculos de su política interior, que le ganó el epíteto de "el Justo". El gobierno de Bayezid II puede ser considerado como un período de tranquilidad para el imperio, durante el cual se consolidaron las realizaciones de su padre Mehmed y se resolvieron las reacciones económicas y sociales que su política exterior había causado, dejando a los sultanes posteriores unas bases firmes de las cuales podrían proseguir nuevas conquistas.
A lo largo de su reinado, Beyazid mantuvo relaciones con el exterior que se caracterizaron por la prudencia. El inmediato objetivo del sultán fue la consolidación de las conquistas de su padre. Trató de crear un sistema administrativo capaz de explotar las nuevas adquisiciones en beneficio del estado otomano y no para un partido u otro. Creó una especie de caja para la guerra que se nutría con impuestos regulares recaudados en tiempos de paz para proveer de necesidades en caso de guerra, sin necesidad de las confiscaciones e impuestos gravosos que caracterizó la política económica de Mehmed II.
En 1486 envió un ejército de 60.000 hombres a conquistar las ciudades moldavas de Dobruja.
En el aspecto cultural, Bayezid II patrocinó una fuerte reacción, contra las tendencias "europeizantes", que había caracterizado los reinados de Murad II y Mehmed II. Cayó bajo la influencia de los ulemas, los cuales pretendían estimular un renacimiento de la ortodoxia con la finalidad de salvar al islam del materialismo de la época de Mehmed II y del chiismo, que se estaba transformando en un peligro para el estado otomano, de confesión suní, entre las tribus turcomanas de Anatolia oriental. Bajo esta influencia, el sultán estableció las instituciones de la ortodoxia suní y desarrolló la jerarquía e influencia de los ulemas en todo el territorio otomano.
Sin embargo, Bayezid efectuó numerosas campañas para conquistar el enclave veneciano del Despotado de Morea, región que había sido descrita de manera precisa como la llave al futuro poder naval otomano en el Mediterráneo oriental. La última de estas campañas militares terminó en 1501 con la toma de las importantes ciudadelas de Mistra y Monemvasia por parte de Bayezid.
Las rebeliones en el este del Imperio, como la de Qizilbash, acosaron la mayor parte del reinado de Bayezid II y a menudo eran respaldadas por el sah Ismail I de Persia, que estaba impaciente por promover y extender el chiismo y así minar la autoridad del Estado otomano. Las autoridades otomanas en Anatolia fueron, en efecto, seriamente amenazadas durante este período, y en cierta ocasión el gran visir de Beyazid, Ali Paşa, fue asesinado en una batalla contra los rebeldes. Asimismo, Bayezid II acogió en 1492 en territorio otomano a los judíos españoles que habían sido expulsados por decreto de los Reyes Católicos.
En julio de 1492, el nuevo estado de España expulsó a sus poblaciones judía y musulmana como parte de la Inquisición española. Bayezid II envió a la Armada otomana bajo el mando del almirante Kemal Reis a España en 1492 para evacuarlos de forma segura a tierras otomanas. Envió proclamas a todo el imperio de que los refugiados debían ser recibidos. Les concedió a los refugiados el permiso para establecerse en el Imperio Otomano y convertirse en ciudadanos otomanos. Ridiculizó la conducta de Fernando II de Aragón e Isabel I de Castilla al expulsar a una clase de personas tan útiles para sus súbditos. "Te atreves a llamar a Fernando un gobernante sabio", dijo a sus cortesanos, "¡el que ha empobrecido su propio país (España) y ha enriquecido el mío!". Bayezid dirigió a un firman a todos los gobernadores de sus provincias europeas, ordenándoles no solo que abstenerse de repeler a los refugiados españoles, pero darles una recepción amistosa y bienvenida. Amenazó con la muerte a todos aquellos que trataron a los judíos con dureza o les negaron la admisión al imperio. Moses Capsali, quien probablemente ayudó a despertar la amistad del sultán con los judíos, fue muy enérgico en su asistencia a los exiliados. Hizo un recorrido por las comunidades y contribuyó a imponer un impuesto a los ricos para rescatar a las víctimas judías de la persecución.
Los musulmanes y los judíos de al-Ándalus contribuyeron en gran medida al creciente poder del Imperio Otomano mediante la introducción de nuevas ideas, métodos y artesanía. La primera imprenta en Constantinopla fue establecida por los judíos sefardíes en 1493. Se informa que durante el reinado de Bayezid, los judíos disfrutaron de un período de florecimiento cultural, con la presencia de académicos como el talmudista y científico Mardoqueo Comtino; el astrónomo y poeta Solomon ben Elijah Sharbiṭ ha-Zahab; Shabbethai ben Malkiel Cohen y el poeta litúrgico Menahem Tamar.

### Sucesión y muerte de Bayezid
El 14 de septiembre de 1509, Constantinopla fue devastada por un terremoto. Los años postreros de Bayezid II vieron una batalla por la sucesión entre sus hijos Selim y Ahmed. Ahmed, el mayor de los dos aspirantes al trono otomano, había obtenido la victoria en una batalla contra los turcos del Emirato de Karaman y sus aliados safavíes en Asia Menor, y ahora marchaba hacia Estambul para aprovecharse de sus triunfos. Temiendo por su seguridad, Selim organizó una rebelión en Tracia, pero fue derrotado por Bayezid y obligado a huir a Crimea (1511). En estas circunstancias, Beyazid tuvo pavor de que Ahmed pudiera asesinarlo para alcanzar el trono e impidió que su hijo entrara en Constantinopla.
Selim regresó de Crimea y, con el apoyo de los jenízaros, Ahmed fue derrotado y ejecutado. Beyazid en ese momento abdicó en el trono el 25 de abril de 1512. Decidió retirarse a su Demotika natural, pero murió en el transcurso del viaje y fue sepultado en la mezquita de Estambul que lleva su nombre.

## Consortes
Bayezid tuvo ocho cónyuges conocidas, más varias otras concubinas desconocidas, madres de otros hijos e hijas:
- Ayşe Gülbahar Hatun (1453 — 1505 o 1510), de origen turco. Fue madre del sultán Selim I;
- Ferahşad Hatun (1460 — 1530), de origen turco. Era madre de Şehzade Mehmed;
- Gülruh Hatun (16 de abril de 1454 — 1520), de origen griego. Era madre de Kamerşah Sultan y Şehzade Alemşah;
- Şirin Hatun (1450 — 1500), de origen circasiano. Fue madre de Aynışah Sultan y Şehzade Abdullah;
- Nigar Hatun (1450 — Marzo de 1503), de origen bálcanico. Madre de Ayşe Sultan, Sofu Fatma Sultan y Şehzade Korkut;
- Bülbül Hatun (1452 — 1515), de origen desconocido. Madre de Hatice Sultan, Hundi Sultan y Şehzade Ahmet;
- Hüsnüşah Hatun (1458 — 1520), de origen turco. Madre de Sultanzade Sultan y Şehzade Şehinşah;
- Fülane Hatun (1454 – 1485), de origen Griego. Sólo se sabe que era madre de Gevhermülük Sultan y Şehzade Mahmud, ya qué en los registros del harén aparecen como "hermanos completos, de la misma madre".

## Descendencia
Bayezid tuvo al menos ocho hijos:

### Hijos
- Şehzade Abdullah (1465 — 11 de junio de 1483), hijo con Şirin Hatun. Fue el primer hijo varón de Bayezid, fue gobernador de Manisa, Trebisonda y Konya. Murió por causas desconocidas y fue enterrado en Bursa. Tuvo tres consortes (una de ellas era su prima) y también tuvo descendencia;
- Şehzade Ahmet (1466 — 24 de marzo de 1513), hijo con Bülbül Hatun. Fue gobernador de Amasya, una importante ciudad de Anatolia. Aunque el estado no era oficial, generalmente se lo consideraba como el príncipe heredero durante los últimos años del reinado de su padre, en parte debido al apoyo del gran visir, Hadim Ali Paşa. Hijo predilecto de Bayezid, fue ejecutado por su medio hermano Selim I, quien se convirtió en sultán en 1512. Tuvo tres consortes y también descendencia;
- Şehzade Korkut (1469 — 10 de marzo de 1513), hijo con Nigar Hatun. Fue nombrado gobernador de Saruhan. En 1502, fue nombrado gobernador de Antalya, un puerto en la costa mediterránea. Tuvo una consorte y dos hijas muertas en la infancia. Fue exiliado y ejecutado por órdenes de Selim I;
- Selim I (10 de octubre de 1470 — 22 de septiembre de 1520), hijo con Ayşe Gülbahar Hatun. Antes de suceder como sultán otomano en 1512, se embarcó en una batalla con sus hermanos para tomar el trono, obviamente él ganó y obligó a su padre a abdicar a su favor. Fue conocido como Selim I Yavuz. Tuvo dos consortes y descendencia;
- Şehzade Şehinşah (1474 — 1511), hijo con Hüsnüşah Hatun. Fue gobernador de Manisa y Karaman. Falleció por causas desconocidas. Tuvo descendencia;
- Şehzade Mahmud (1475 — 1507), hijo con Fülane Hatun. Fue gobernador de Kastamonu y Manisa. Tuvo descendencia;
- Şehzade Alemşah (1477 — 1502), hijo con Gülruh Hatun. Gobernador de Mentese y Manisa. Tuvo descendencia;
- Şehzade Mehmed (1486 — Diciembre de 1504), hijo con Ferahşad Hatun. Gobernador de Kefe. Estaba casado con una gonji (princesa) del Kanato de Crimea, Ayşe Hatun.

### Hijas
Bayezid tuvo al menos trece hijas:
- Aynışah Sultan (1463 — 1514), hija con Şirin Hatun. Se casó dos veces, tuvo descendencia;
- Hatice Sultan (1463 — 1500), hija con Bülbül Hatun. Se casó por primera vez en 1479 con Damat Muderis Kara Mustafa Paşa. Hatice se volvió a casar en 1486 con Damat Faik Paşa. Tuvo descendencia;
- Hundi Sultan (1464 — 1511), se casó en 1484 con Damat Hersekzade Ahmed Paşa. Tuvo descendencia;
- Ayşe Sultan (1465 — 1515), hija con Nigar Hatun. Se casó en 1480 con Damat Güveyı Sinan Paşa. Tuvo descendencia;
- Hümaşah Sultan (1466 — antes de 1520), hija con concubina de nombre desconocido. También se le conoce como Hüma Sultan. Se casó en agosto de 1482 con Damat Bali Paşa, gobernador de Antalya. Se volvió a casar con Damat Malkoçoğlu Yahya Paşa, por lo que se convirtió en madrastra del famoso militar Malkoçoğlu Balı Bey. Tuvo descendencia;
- İlaldi Sultan (1467 — 1517), hija con concubina de nombre desconocido. Se casó con Damat Hain Ahmed Paşa, gobernador de Rumelia y más tarde de Egipto. Tuvo descendencia;
- Gevhermüluk Sultan (1469 — 20 de enero de 1550), hija con Fülane Hatun.[6]Se casó en 1481 con Damat Dukağkinzade Mehmed Paşa. Tuvo descendencia;
- Sofu Fatma Sultan (1468 — después de 1520), hija con Nigar Hatun, casada tres veces. Se casó en 1480 con Damat Isfendiyaroğlu Mirza Mehmed Paşa. Fatma se volvió a casar en 1489 con Damat Mustafa Paşa, hijo de Koca Davud Paşa. Fatma se casó por tercera y última vez en 1504 con Damat Güzelce Hasan Bey. De los tres matrimonios tuvo descendencia;
- Selçuk Sultan (1469 — 1508), hija con concubina de nombre desconocido. Se casó en 1484 con Damat Ferhad Bey. Se casó por segunda vez en 1488 con Damat Mehmed Bey. Tuvo descendencia;
- Sultanzade Sultan (1472 — 1520), hija con Hüsnüşah Hatun, se casó con Damat Yahya pasha, tuvo descendencia
- Şah Sultan (1474 — después de 1506), hija con concubina de nombre desconocido. Se casó el 16 de marzo de 1490 con Damat Nasuh Bey. Fue muy caritativa y construyó una mezquita en 1506. Tuvo descendencia.
- Kamerşah Sultan (1476 — 1520), hija con Gülruh Hatun. También se le llama Kamer Sultan. Se casó en 1491 con Damat Koca Mustafa Paşa. Se volvió a casar con Damat Nişancı Kara Davud Paşa en 1512. Tuvo descendencia.